# Katie O'Brien
Katie O'Brien (født 2. maj 1986 i Beverley, Yorkshire) er en kvindelig tennisspiller fra England. Katie O'Brien startede sin karriere i 2002. 
1. februar 2010 opnåede Katie O'Brien sin højeste WTA single rangering på verdensranglisten som nummer 84. 